# VII конная когорта лузитанов
VII ко́нная кого́рта лузита́нов (лат. Cohors VII Lusitanorum equitata) — вспомогательное подразделение армии Древнего Рима.
Данное подразделение было сформировано по приказу императора Клавдия в провинции Лузитания для укрепления дунайской границы. В конце правления Клавдия когорту возглавлял префект (Луций) Кальпурний Фабат. Также приблизительно во второй половине I века префектом был Квинт Сульпиций Цельс.
Когорта была частью гарнизона провинции Реции 30 июня 107 года, что упоминается в военном дипломе. Вскоре после этого она была переведена в провинцию Нижняя Паннония, о чём свидетельствует военный диплом от 126 года. В 127 году когорта была передислоцирована в Нумидию. Известно, что в 129 году солдаты когорты занимались общественными работа в городе Маскула.
Некоторое время спустя когорта вернулась в Нижнюю Паннонию, о чём упоминает военный диплом от 19 мая 135 года. Документы, подтверждающие существование когорты после 135 года, отсутствуют, поэтому делается предположение, что когорта была уничтожена во время Маркоманских войн.